# Аугментатив
Аугментатив (увећаница; од лат. augmentativum) је именица која има увећано значење. Најчешће настаје додавањем префикса или суфикса на основни облик или корен именице. Својим обликом аугментативи могу бити идентични пејоративима, а функционално су супротни деминутивима. Аугментативи постоје и у неким придевима (аугментативни придеви), или као стилска фигура.

## Грађење аугментатива
У српском језику граде се од корена именице и различитих суфикса, на пример:
- -ина
- -етина
- -урина
- -ерда

Примери грађења аугментатива:
- нос > нос+ина > носина
- јунак > јунак+ина > јунакина > јуначина
- капа > кап+етина > капетина
- кућа > кућ+етина > кућетина
- птица > птиц+урина > птицурина > птичурина